# Série 031 a 039 da CP
A Série 031 a 039, igualmente denominada de Série 030, foi uma classe de locomotiva a tracção a vapor, utilizada pela Companhia dos Caminhos de Ferro Portugueses.

## História
As locomotivas desta série foram fabricadas desde 1891 no Reino Unido, pela firma Beyer, Peacock and Company. Entre 1923 e 1930, sofreram transformações nas Oficinas Gerais de Lisboa.

## Descrição
Esta série era composta por nove locomotivas a vapor, numeradas de 031 a 039.

## Ficha técnica

### Características gerais
- Número de unidades construídas: 9[1]
- Ano de construção: 1891[1]
- Tipo de tracção: Vapor[1]
- Fabricante: Beyer, Peacock and Company[1]